# 中国四大名園
中国四大名園（ちゅうごくしだいめいえん）とは、中国にある次の四つの歴史を有する庭園で、いずれも世界遺産に登録されている。
- 北京の頤和園
- 承徳の避暑山荘

以上の2つは北方の皇家園林（中国皇帝所有の庭園）
- 蘇州の拙政園
- 蘇州の留園

以上の2つは江南私家園林（中国の貴族・高位官僚や富裕な商人・地主所有の庭園）で蘇州古典園林として一括で世界遺産に登録されている。

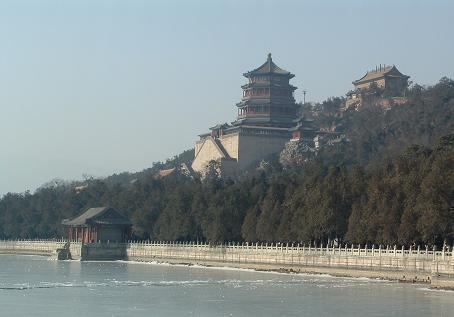
頤和園
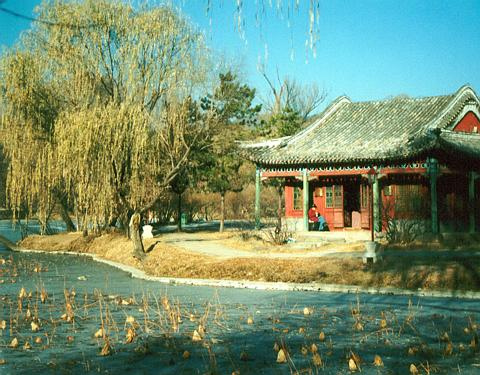
避暑山荘
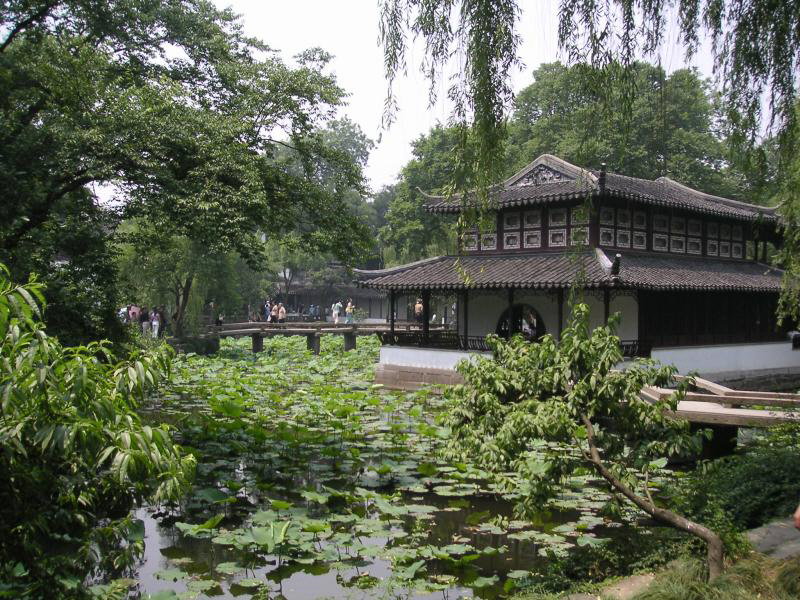
拙政園
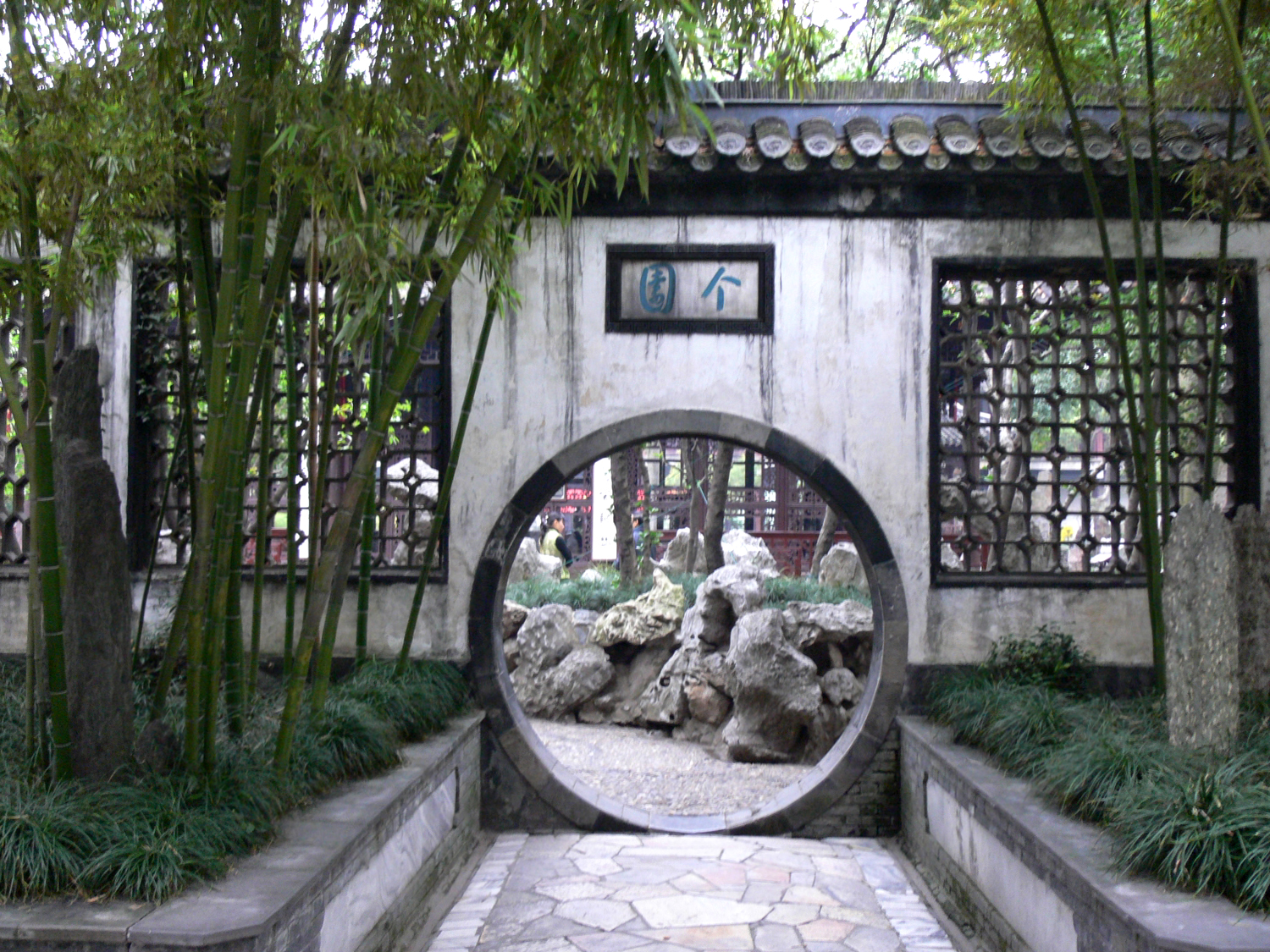
留園